# T. Llew Jones
Thomas Llewelyn Jones (Pentrecwrt (Carmarthenshire), 11 oktober 1915 – ?, 9 januari 2009) was een Welsh schrijver, wiens loopbaan ruim vijftig jaar bestreek. Hij was een der meest productieve en populaire schrijvers van Welshe kinderboeken en schreef vooral onder de naam T. Llew Jones.
Hij ging naar de basisschool in Llandysul en werd zelf onderwijzer in verschillende scholen in Ceredigion en Llandysul, waar hij hoofdonderwijzer werd. Hij werd bekend als dichter, toen hij in 1958 en 1969 de leerstoel van de National Eisteddfod kreeg. Hij bleef gedichten voor volwassenen en kinderen schrijven, maar raakte vooral bekend als schrijver van avonturen- en detectiveromans voor kinderen. Vele van deze boeken zijn historische romans, gebaseerd op de belevenissen van personages als Bartholomew Roberts en Twm Sion Cati. In totaal bracht hij meer dan vijftig boeken uit, zowel voor kinderen als voor volwassenen. Een aantal daarvan is een non-fictieverhaal, zoals Ofnadwy Nos over de schipbreuk van de Royal Charter. Samen met zijn zoon Iolo schreef hij ook een schaakhandboek. Een aantal van zijn boeken is in het Engels vertaald en voor televisie bewerkt. Hij kreeg in 1977 een erediploma van de University of Wales uitgereikt en in 1991 de Mary Vaughan Jones-prijs, voor zijn bijzondere bijdrage aan de Welshe kinderliteratuur. In maart 2005, toen hij al meer dan negentig jaar oud was, kreeg hij nog de leerstoel van Cymdeithas Ceredigions van de jaarlijkse 'Eisteddfod' toegewezen.